# Valparaíso, Brasilien
Valparaíso är en ort i Brasilien.   Den ligger i kommunen Valparaíso och delstaten São Paulo, i den södra delen av landet, 700 km sydväst om huvudstaden Brasília. Valparaíso ligger 443 meter över havet och antalet invånare är 15 938.
Terrängen runt Valparaíso är huvudsakligen platt. Valparaíso ligger uppe på en höjd. Valparaíso är det största samhället i trakten.
Omgivningarna runt Valparaíso är en mosaik av jordbruksmark och naturlig växtlighet. Runt Valparaíso är det glesbefolkat, med 12 invånare per kvadratkilometer.